# Pfrombach

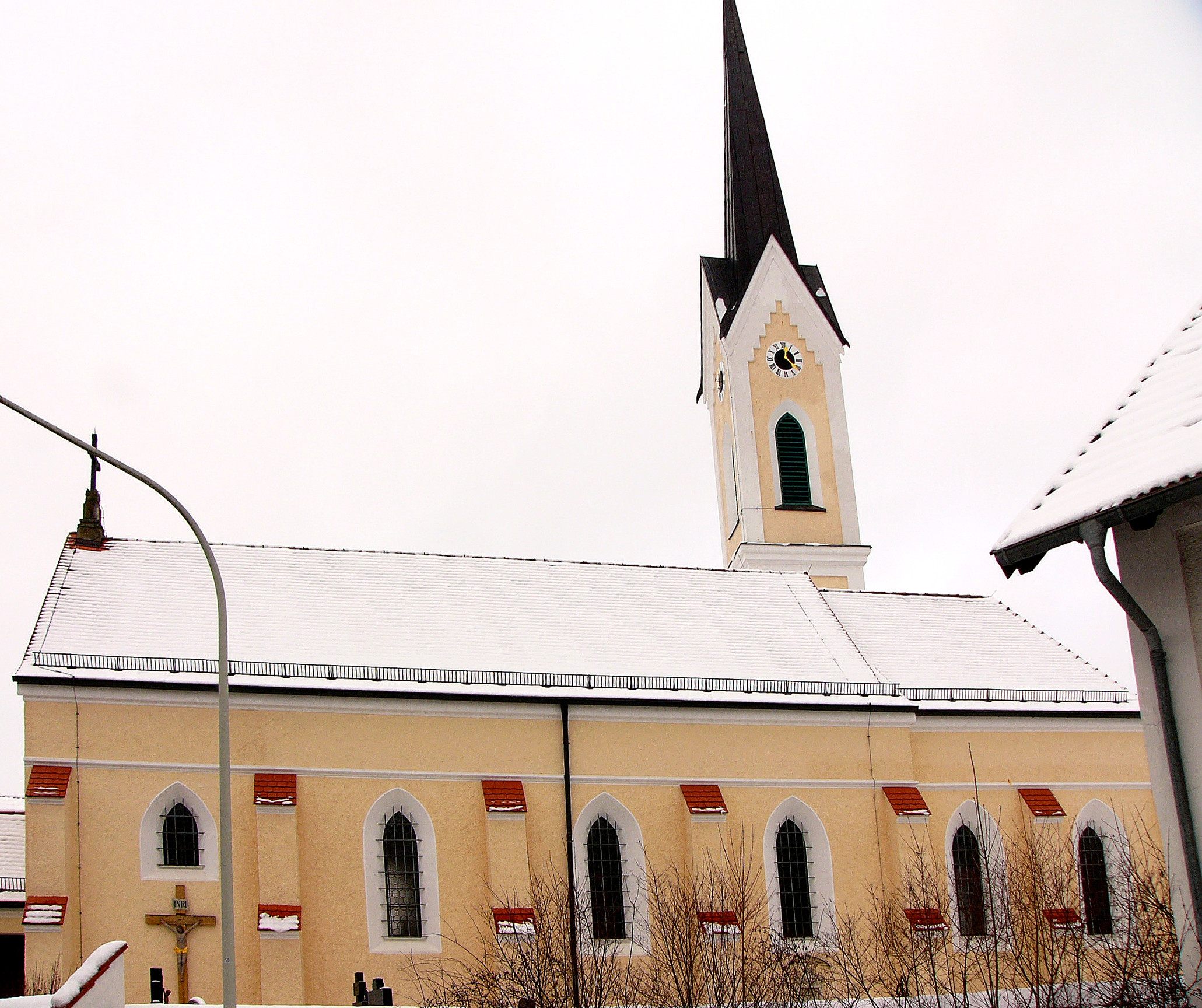
Pfarrkirche St. Margaretha in Pfrombach

Pfrombach ist ein Pfarrdorf im Landkreis Freising. Die ehemals selbstständige Gemeinde ist heute Teil der Stadt Moosburg an der Isar und liegt etwa sechs Kilometer östlich der Stadtmitte von Moosburg am Mittlere-Isar-Kanal.

## Geschichte
Pfrombach ist ein alter Pfarrort, der zwischen 1048 und 1068 in den Traditionen des Klosters Tegernsee erstmals erwähnt wird. Die heutige Kirche wurde im 15. Jahrhundert erbaut und 1756 barockisiert. Ein Dorfbrand beschädigte 1866 u. a. die Kirche, deren Turm erneuert werden musste.
Mit dem bayerischen Gemeindeedikt von 1818 wurde die politische Gemeinde Pfrombach eingerichtet, zu der auch der Ort Aich gehörte. Sie wechselte 1927 von Bezirksamt Erding zum Bezirksamt Freising. Das Kraftwerk Pfrombach ist ein Wasserkraftwerk am Mittlere-Isar-Kanal, das 1929 eröffnet wurde. Hier endete bis 1967 die zu dessen Bau errichtete Bahnstrecke Altenerding–Pfrombach. Am 1. Januar 1978 wurde die Gemeinde im Rahmen der Gebietsreform in Bayern in die Stadt Moosburg eingemeindet. Auf dem ehemaligen Gemeindegebiet Pfrombachs entstand ab 1993 unmittelbar in Stadtnähe das Gewerbe- und Industriegebiet Degernpoint als neuer Stadtteil.

## Sehenswürdigkeiten
- Katholische Pfarrkirche St. Margaretha in Pfrombach[2]
- Ehemalige Werkswohnanlage der Mittleren Isar-Werke
- Katholische Filialkirche St. Georg in Aich